# Рассказовка (станція метро)
55°37′59″ пн. ш. 37°19′58″ сх. д. / 55.6330° пн. ш. 37.3328° сх. д.
Рассказовка (рос. Рассказовка) — станція Солнцевської лінії Московського метрополітену. Відкрита 30 серпня 2018 року у складі черги Раменки — «Рассказовка».

## Конструкція
Колонна двопрогінна станція мілкого закладення з острівною платформою.

## Колійний розвиток
Станція з колійним розвитком — перехресний з'їзд та 6-стрілочні оборотні тупики.

## Пересадки
- Автобуси:32, 128, 166, 333, 374, 497, 507, 550, 579, 750, 870, 881, 886, 950, 950к, н11

## Розташування і вестибюлі
Станція розташована уздовж Боровського шосе поблизу мікрорайону «Передєлкіно Ближнє» і присілку Рассказовка Новомосковського адміністративного округу Москви. Обидва підземних вестибюля станції виходять на північну сторону Боровського шосе.

## Оздоблення
Архітектурна концепція поєднує декораторській стиль ар-деко та простір класичного читального залу громадської бібліотеки. Головні елементи інтер'єру — колони, задекоровані під «шафи-картотеку». На лицьовій поверхні картотечних ящиків будуть нанесені QR-коди. Підлога станції виконано у вигляді ромбоподібного шахового малюнка двох типів граніту: темно-сірий з білим і світло-сірий з білим. Колійні стіни облицюють металокерамічними панелями з малюнком у вигляді корінців книжок, а простінки з лавками для відпочинку, розташовані між колон, — цитатами відомих людей. Станція освітлюється світильниками правильної геометричної форми, а освітлення вздовж колій приховане. База колон і назви станції на колійних стінах також мають архітектурне підсвічування.